# ザ・ヘイロー・エフェクト
ザ・ヘイロー・エフェクト（英語: The Halo Effect）は 、スウェーデン、イェーテボリ出身のメロディックデスメタルバンドである。同郷の元イン・フレイムスのメンバーによって2020年に結成され、ニュークリア・ブラストと契約した。

## 略歴
ザ・ヘイロー・エフェクトは、イェーテボリのヘヴィメタルバンドであるイン・フレイムスに以前在籍していた5人のメンバーによって結成された。
イン・フレイムスはギタリストのイェスパー・ストロムブラードが中心となって1990年に結成された。1993年にセッションボーカリストとして現ダーク・トランキュリティのミカエル・スタンネが参加し、1995年頃までセッション・ボーカルとしてバンドに協力していた。ニクラス・エンゲリンとピーター・イワースは1997年にイン・フレイムスに加入し、エンゲリンはガーデニアンでの活動に軸足を置いたため1998年にイン・フレイムスを脱退したが、この頃にドラムスのダニエル・スヴェンソンが加入している。2010年に中心人物であったイェスパーがイン・フレイムスを脱退後はニクラス・エンゲリンがギタリストとして再加入した。その後、ダニエル・スヴェンソンは2015年、ピーター・イワースは2016年にイン・フレイムスを離れた。
ザ・ヘイロー・エフェクトは新型コロナウイルス感染症(COVID-19) が世界的に流行していた2020年に結成された。バンド結成の目的は、メロディックデスメタルのジャンルを開拓した1990年代初頭の"イェーテボリ・サウンド"の復活で、バンド名の"ヘイロー・エフェクト"はカナダのロックバンド『ラッシュ』のアルバム『クロックワーク・エンジェルズ』の収録曲『Halo Effect』に由来している。
ザ・ヘイロー・エフェクトは2021年11月9日にデビューシングルとして『Shadowminds』を発表し、2022年8月12日にファーストアルバム『Days of the Lost』をリリースした。同年9月～10月にアモン・アマース、マシーン・ヘッドと共に欧州でのライブツアーを実施した。

## メンバー

### 現メンバー
- ミカエル・スタンネ (Mikael Stanne) - ボーカル (2020 - )
- イェスパー・ストロムブラード (Jesper Strömblad) – リズムギター (2020 - )
- ニクラス・エンゲリン (Niclas Engelin) – リードギター (2020 - )
- ピーター・イワース (Peter Iwers) – ベース (2020 - )
- ダニエル・スヴェンソン (Daniel Svensson) – ドラムス (2020 - )

### 現サポートメンバー
- パトリック・ヤンセン (Patrik Jensen) - リズムギター (2021 - )

イェスパー・ストロムブラードの代役としてライヴツアーに参加。

## ディスコグラフィ

### アルバム
- "Days of the Lost"（2022年）
  - ランキング 1位（スウェーデン）[11]、ランキング 6位（フィンランド）[12]

### シングル
- "Shadowminds" (2021年)
- "Feel What I Believe" (2022年) [13]
- "Days of the Lost"（2022年）[14]
- "The Needless End"（2022年）
- "Path Of Fierce Resistance"（2023年）[15]
- "The Defiant One"（2023年）[16]
- "Become Surrender"（2024年）[17]
- "Detonate"（2024年）[18]